# Табожець
Табожець (пол. Taborzec, нім. Taberwiese) — село в Польщі, у гміні Барцяни Кентшинського повіту Вармінсько-Мазурського воєводства.
Населення — 25 осіб (2011).
У 1975-1998 роках село належало до Ольштинського воєводства.

## Демографія
Демографічна структура станом на 31 березня 2011 року:
|          | Загалом | Допрацездатний вік | Працездатний вік | Постпрацездатний вік |
| -------- | ------- | ------------------ | ---------------- | -------------------- |
| Чоловіки | 12      | 4                  | 7                | 1                    |
| Жінки    | 13      | 2                  | 6                | 5                    |
| Разом    | 25      | 6                  | 13               | 6                    |